# Liste de conductivités ioniques
 (novembre 2023).
Remarque : 1 mS m2 mol−1 = 10 mS cm−1 L mol−1
Les conductivités ioniques s'expriment en en mS m2 éq-1, et ne doivent pas être confondues avec les conductivités molaires ioniques qui s'expriment en mS m2 mol−1.
Pour les ions monochargés (Na+, Cl−, etc.), il n'y a pas de différence. Pour les ions polychargés (Ni2+ etc.) la conductivité molaire ionique est égale à la conductivité équivalente ionique multipliée par la valeur absolue de la charge de l'ion. Dans le tableau ci-dessous, les valeurs sont en équivalents de charge, d'où l'unité et la notation du type 1/2Fe2+, 1/3Fe3+, etc.

À 25 °C (soit 298,15 K) :
| ion                | λ0 mS m2 éq-1 |
| ------------------ | ------------- |
| B(C6H5)− 4         | 2,1           |
| H2SbO− 4           | 3,1           |
| Sb(OH)− 6          | 3,19          |
| 1/2UO2+ 2          | 3,2           |
| H2AsO− 4           | 3,4           |
| H2PO− 4            | 3,6           |
| Au(CN)− 4          | 3,6           |
| Li+                | 3,866         |
| IO− 3              | 4,05          |
| CH3COO−            | 4,1           |
| Br− 3              | 4,3           |
| HCO− 3             | 4,45          |
| 1/2Be2+            | 4,5           |
| H2PO− 2            | 4,6           |
| NH2SO− 3           | 4,83          |
| 1/2Ni2+            | 4,96          |
| Au(CN)− 2          | 5,0           |
| Na+                | 5,008         |
| ClO− 2             | 5,2           |
| 1/4[Ni2(trien)3]4+ | 5,2           |
| HSO− 4             | 5,2           |
| 1/2Zn2+            | 5,28          |
| 1/2Mg2+            | 5,3           |
| 1/2Mn2+            | 5,35          |
| 1/2Cu2+            | 5,36          |
| 1/2Cd2+            | 5,4           |
| 1/2Fe2+            | 5,4           |
| N(CN)− 2           | 5,45          |
| IO− 4              | 5,45          |
| ReO− 4             | 5,49          |
| 1/2Co2+            | 5,5           |
| F−                 | 5,54          |
| BrO− 3             | 5,57          |
| PF− 6              | 5,69          |
| 1/2HPO2− 4         | 5,7           |
| HSO− 3             | 5,8           |
| N2H+ 5             | 5,9           |
| 1/2Sr2+            | 5,94          |
| 1/2Ca2+            | 5,947         |
| 1/3Al3+            | 6,1           |
| MnO− 4             | 6,13          |
| Ag+                | 6,19          |
| 1/3Y3+             | 6,2           |
| 1/2PO3F2−          | 6,33          |
| 1/2Ba2+            | 6,36          |
| 1/2Hg2+            | 6,36          |
| OCN−               | 6,46          |
| ClO− 3             | 6,46          |
| CNO−               | 6,46          |
| SeCN−              | 6,47          |
| 1/3Sc3+            | 6,47          |
| HS−                | 6,5           |
| 1/3Tm3+            | 6,54          |
| 1/3Yb3+            | 6,56          |
| 1/3Dy3+            | 6,56          |
| 1/3Er3+            | 6,59          |
| SCN−               | 6,6           |
| 1/3Ho3+            | 6,63          |
| 1/2S2O2− 4         | 6,65          |
| 1/2Ra2+            | 6,68          |
| 1/3Cr3+            | 6,7           |
| ClO− 4             | 6,73          |
| 1/3Gd3+            | 6,73          |
| 1/3Eu3+            | 6,78          |
| 1/3Fe3+            | 6,8           |
| 1/3Sm3+            | 6,85          |
| 1/2Hg2+            | 6,86          |
| 1/2WO2− 4          | 6,9           |
| N− 3               | 6,9           |
| 1/6[Co2(trien)3]6+ | 6,9           |
| 1/2CO2− 3          | 6,93          |
| 1/3Nd3+            | 6,94          |
| 1/3Pr3+            | 6,95          |
| 1/3La3+            | 6,97          |
| 1/3Ce3+            | 6,98          |
| 1/2Pb2+            | 7,1           |
| NO− 3              | 7,142         |
| NO− 2              | 7,18          |
| 1/2SO2− 3          | 7,2           |
| K+                 | 7,348         |
| NH+ 4              | 7,35          |
| 1/2MoO2− 4         | 7,45          |
| Tl+                | 7,47          |
| 1/3[Co(en)3]3+     | 7,47          |
| HF− 2              | 7,5           |
| 1/2SeO2− 4         | 7,57          |
| Cl−                | 7,631         |
| I−                 | 7,68          |
| Cs+                | 7,72          |
| Rb+                | 7,78          |
| CN−                | 7,8           |
| Br−                | 7,81          |
| 1/2SO2− 4          | 8,0           |
| 1/3P3O3− 9         | 8,36          |
| 1/2CrO2− 4         | 8,5           |
| 1/2S2O2− 3         | 8,5           |
| 1/2S2O2− 8         | 8,6           |
| 1/3PO3− 4          | 9,28          |
| 1/2S2O2− 6         | 9,3           |
| 1/4P2O4− 7         | 9,6           |
| 1/3[Co(CN)6]3−     | 9,89          |
| 1/3[Fe(CN)6]3−     | 10,09         |
| 1/3[Co(NH3)6]3+    | 10,19         |
| 1/5P3O5− 10        | 10,9          |
| 1/4[Fe(CN)6]4−     | 11,04         |
| OD−                | 11,9          |
| OH−                | 19,8          |
| D+                 | 24,99         |
| H+                 | 34,965        |